# 夢小説
『夢小説』（ゆめしょうせつ、Traumnovelle）は、1926年に発表されたアルトゥル・シュニッツラーの中編小説。医師フリドリンがウィーンの町で夢と現実との間のような一晩の出来事を描く。1999年のスタンリー・キューブリックの映画『アイズ・ワイド・シャット』の原作となった。

## あらすじ
子供を寝かしつけ妻と語り合っていた医師フリドリンは、急患の知らせを受けて患者の家に駆けつけるが、患者はすでに事切れている。患者の娘から愛の告白を受けた後、フリドリンは家に帰る気がなくなり夜の町をさまよう。そうしてふと入ったカフェで、旧知の間柄で音楽家くずれのナハティガルに出会い、彼から秘密の仮面舞踏会の話を聞き、興味を引かれたフリドリンは、その夜の舞踏会に忍び込むことを決める。

## 主な日本語訳
- 夢小説・闇への逃走 他一篇（池内紀訳、岩波文庫、1990年）
- 夢奇譚（池田香代子訳、文春文庫、1999年）
- 夢がたり―シュニッツラー作品集（尾崎宏次訳、ハヤカワ文庫、1999年）